# Water Natuurlijk
Water Natuurlijk is een landelijke Nederlandse politieke partij met een ecologistische signatuur. De partij neemt enkel deel aan de waterschapsverkiezingen.

## Oprichting
Water Natuurlijk is in 2008 opgericht als stichting op initiatief van een aantal natuur- en recreatieorganisaties. De stichting richt zich op milieu-, natuur- en recreatiebelangen. Water Natuurlijk wordt gesteund door een aantal maatschappelijke organisaties waaronder natuurorganisaties en (buiten)sportkoepels. Ook drie landelijke politieke partijen, D66, GroenLinks en later ook Volt, hebben hun steun voor de beweging uitgesproken. Water Natuurlijk nam in 2008 deel aan de waterschapsverkiezingen in alle waterschappen. Sinds 2011 is de organisatie een vereniging om het democratisch gehalte beter te kunnen waarborgen. De kandidatenlijsten zijn samengesteld uit leden van de ondersteunende maatschappelijke organisaties alsmede leden van D66, GroenLinks en Volt. Deze drie partijen dienen zelf geen kieslijst in.

## Standpunten
Water Natuurlijk noemt zich een 'groene/blauwe waterschapspartij'. Groen en blauw staan voor natuurbelangen: de groene natuur (cultuur- en natuurlandschappen) en de blauwe natuur (gezond water). Volgens haar eigen manifest komt Water Natuurlijk op voor:
- Gezondheid van mensen, dieren en planten door de waterkwaliteit hoog te houden;
- Landschapsschoonheid, om in te recreëren en sporten;
- Veiligheid;
- Fiscale verantwoordelijkheid.[1]

Daarnaast zet Water Natuurlijk zich in voor meer vrouwelijke leden in waterschapsbesturen.

## Maatschappelijke en politieke steun
Water Natuurlijk wordt gesteund door maatschappelijke organisaties en politieke partijen. Daaronder vallen de volgende milieu- en natuurorganisaties en (buiten)sportkoepels en politieke partijen:
- Democraten 66
- GroenLinks
- Volt Nederland[4]
- Bond Heemschut
- Nederlandse Onderwatersport Bond
- Provinciale Milieufederaties
- De Landschappen
- Stichting de Noordzee
- Stichting Reinwater
- KNNV
- RAVON
- Wandelnet
- IVN
- Vereniging Natuurmonumenten
- Vlinderstichting
- Waddenvereniging

Ook op provinciaal niveau wordt Water Natuurlijk gesteund door de meeste provinciale milieuorganisaties en buitensportverenigingen.
Twee bekende Nederlanders treden op als 'ambassadeur' om de vereniging een gezicht te geven: voormalig D66-politicus Jan Terlouw en Nico de Haan, de woordvoerder van de Vogelbescherming.

## Onafhankelijkheid
De organisatie is politiek onafhankelijk, maar de landelijke besturen van D66, GroenLinks en Volt en enkele provinciale besturen van PvdA en SP hebben besloten om van deelname aan de waterschapsverkiezingen af te zien. Zij riepen hun leden op om zich via de lijsten van deze organisatie kandidaat te stellen, en hun aanhangers om op deze lijsten te stemmen. Zo zouden zo veel mogelijk "groene" kandidaten gekozen kunnen worden. De Partij voor de Dieren zag af van steun voor Water Natuurlijk, omdat ook sportvissers deze organisatie ondersteunen. Ook een aantal progressieve lokale lijsten hebben steun uitgesproken voor Water Natuurlijk.

## Zetels
| Waterschap                     | Waterschap                     | 2008 | 2008 | 2015 | 2015 | 2019 | 2023 |
| ------------------------------ | ------------------------------ | ---- | ---- | ---- | ---- | ---- | ---- |
| Noorderzijlvest                | Noorderzijlvest                | 4    | 4    | 4    | 4    | 5    | 6    |
| Fryslân                        | Fryslân                        | 3    | 3    | 3    | 3    | 3    | 4    |
| Hunze en Aa's                  | Hunze en Aa's                  | 4    | 4    | 4    | 4    | 5    | 5    |
| Reest en Wieden                | Drents Overijsselse Delta      | 3    | 3    | 2    | 5    | 5    | 5    |
| Groot Salland                  | Drents Overijsselse Delta      | 6    | 6    | 5    | 5    | 5    | 5    |
| Velt en Vecht                  | Vechtstromen                   | 3    | 5    | 5    | 5    | 6    | 7    |
| Regge en Dinkel                | Vechtstromen                   | 5    | 5    | 5    | 5    | 6    | 7    |
| Zuiderzeeland                  | Zuiderzeeland                  | 6    | 6    | 6    | 6    | 6    | 6    |
| Veluwe                         | Vallei en Veluwe               | 3    | 5    | 3    | 3    | 3    | 3    |
| Vallei en Eem                  | Vallei en Veluwe               | 5    | 5    | 3    | 3    | 3    | 3    |
| Rijn en IJssel                 | Rijn en IJssel                 | 4    | 4    | 5    | 5    | 5    | 5    |
| De Stichtse Rijnlanden         | De Stichtse Rijnlanden         | 6    | 6    | 6    | 6    | 7    | 6    |
| Amstel, Gooi en Vecht          | Amstel, Gooi en Vecht          | 5    | 5    | 4    | 4    | 4    | 4    |
| Hollands Noorderkwartier       | Hollands Noorderkwartier       | 4    | 4    | 4    | 4    | 3    | 2    |
| Rijnland                       | Rijnland                       | 4    | 4    | 3    | 3    | 3    | 4    |
| Delfland                       | Delfland                       | 4    | 4    | 3    | 3    | 3    | 4    |
| Schieland en de Krimpenerwaard | Schieland en de Krimpenerwaard | 4    | 4    | 4    | 4    | 6    | 6    |
| Rivierenland                   | Rivierenland                   | 3    | 3    | 3    | 3    | 4    | 5    |
| Hollandse Delta                | Hollandse Delta                | 3    | 3    | 2    | 2    | 1    | 2    |
| Zeeuwse Eilanden               | Scheldestromen                 | 3    | 2    | 2    | 2    | 2    | 2    |
| Zeeuws-Vlaanderen              | Scheldestromen                 | 2    | 2    | 2    | 2    | 2    | 2    |
| Brabantse Delta                | Brabantse Delta                | 4    | 4    | 3    | 3    | 2    | 3    |
| De Dommel                      | De Dommel                      | 6    | 6    | 6    | 6    | 8    | 7    |
| Aa en Maas                     | Aa en Maas                     | 6    | 6    | 6    | 6    | 7    | 8    |
| Peel en Maasvallei             | Limburg                        | 3    | 3    | 3    | 4    | 3    | 3    |
| Roer en Overmaas               | Limburg                        | 3    | 3    | 3    | 4    | 3    | 3    |
| totaal                         | totaal                         | 106  | 106  | 89   | 89   | 91   | 97   |
| verkiesbare zetels             | verkiesbare zetels             | 502  | 502  | 464  | 464  | 442  | 518  |